# Aguiar da Beira (wieś)
Aguiar da Beira  – wieś w Portugalii, w dystrykcie Guarda, w gminie Aguiar da Beira.  W 2001 miejscowość była zamieszkiwana przez 1,478 mieszkańców.